# Albert Bell (cầu thủ bóng đá)
Albert Bell (sinh 26 tháng 11 năm 1992) là một cầu thủ bóng đá đến từ Samoa. Anh chơi ở vị trí tiền vệ cho đội tuyển quốc gia tại Vòng sơ loại World Cup 2014 khu vực Châu Đại Dương.

## Liên kết khác
Albert Bell tại National-Football-Teams.com